# Giacomo De Nicola
Giacomo De Nicola (geboren am 13. Februar 1879 in Frascati, Rom; gestorben am 26. August 1926 in Florenz) war ein italienischer Kunsthistoriker, der in Rom, Siena und Florenz tätig war.

## Leben
De Nicola war ein Sohn von Luigi De Nicola und dessen Frau Maria (geborene Pratalata). Er besuchte ein Jesuiteninternat und begann anschließend ein Literaturstudium an der Universität Rom, das er 1902 abschloss. Von 1903 bis 1905 erhielt er eine vertiefende Ausbildung durch den Kunsthistoriker Adolfo Venturi (1856–1941). 1905 war er Mitbegründer der Zeitschrift L’Arte, in der er bis 1916 zahlreiche Artikel und Rezensionen veröffentlichte: So schrieb er unter anderem über Simone Martini und dessen Wirken in Avignon, gab Studien zu Arnolfo di Cambio und dessen Grabmaldesign heraus und betätigte sich in der Erforschung zur mittelalterlichen abruzzesischen Kunst. Als Mitarbeiter des Kurators R. L. Douglas schrieb er Beiträge für die 1911 erschienene Ausgabe des vierten Bandes des Werkes A history of painting in Italy Umbria, Florence and Siena from the second to the sixteenth century das von Joseph Archer Crowe und Giovanni Battista Cavalcaselle begründet wurde. In Siena war er von 1909 bis 1913 als Kunsthistoriker tätig und vertiefte er seine Studien über Duccio di Buoninsegna und seine Schule, Ambrogio Lorenzetti und Pietro Lorenzetti, Simone Martini, Stefano di Giovanni Sassetta, Lippo Vanni und Vecchietta. Des Weiteren veröffentlichte er 1911 Beiträge in Zeitschriften wie der Bullettino senese di storia patria, 1912 in Vita d’arte, oder 1906 bis 1922 in der La Rassegna d’arte senese. Nicola verfasste zudem von 1907 bis 1913 zahlreiche biographischer Einträge für das Allgemeines Lexikon der Bildenden Künstler von der Antike bis zur Gegenwart beispielsweise über Giacomo Cozzarelli.
1913 übernahm er in Florenz die Leitung des Museo nazionale del Bargello und widmete sich hier bis 1924 dem Studium der Florentiner Skulptur des 15. Jahrhunderts, zu denen er zahlreiche Beiträge in Zeitschriften wie dem Burlington Magazine veröffentlichte.
Seit 1917 kümmerte er sich um die Neuorganisation der Museen in Florenz und führte 1919 eine Katalogisierungskampagne durch. Zudem arbeitete er eng mit der Kunstausstellung in Mailand zusammen. Er wurde 1924 zum Soprintendente von Aquileia befördert, kehrte aber bald nach Florenz zurück, um sich wieder seinen Studien zu widmen.

## Werke (Auswahl)
- L’affresco di Simone Martini ad Avignone. In: L’arte. Rivista di storia dell’arte medievale e moderna. Band 9, 1906, ISSN 0004-3362, S. 336–344, doi:10.11588/diglit.24151.47.
- Falsificazioni di documenti per la storia dell’arte romana. In: Repertorium für Kunstwissenschaft. Band 32, 1909, S. 55–60 (books.google.de).
- Una copia di Segna di Tura della Maestà di Duccio. In: L’arte. Rivista di storia dell’arte medievale e moderna. Band 15, 1912, S. 21–32, doi:10.11588/diglit.24139.10.
- Mostra di opere di Duccio di Buoninsegna e della sua scuola. Lazzeri, Siena 1912, OCLC 249912442.
- La Giuditta di Donatello e la Madonna Panciatichi di Desiderio. Alfieri & Lacroix, Mailand 1917, OCLC 849254016.